# Port of Spain Port Area
Port of Spain Port Area es una localidad de Trinidad y Tobago, que forma parte de la ciudad de Puerto España.

## Geografía
La localidad abarca parte de la isla Trinidad y limita al norte y oeste con Woodbrook, al sur con el golfo de Paria y al este con Puerto España.

## Demografía
Datos demográficos de la localidad de Port of Spain Port Area:
| Gráfica de evolución demográfica de Port of Spain Port Area entre 2000 y 2011 |
|                                                                               |